# Pachypterygium
Pachypterygium là chi thực vật có hoa trong họ Cải.